# Рогейн в России
Рогейн в России — один из видов спорта и активного отдыха, распространённого в России.

## История

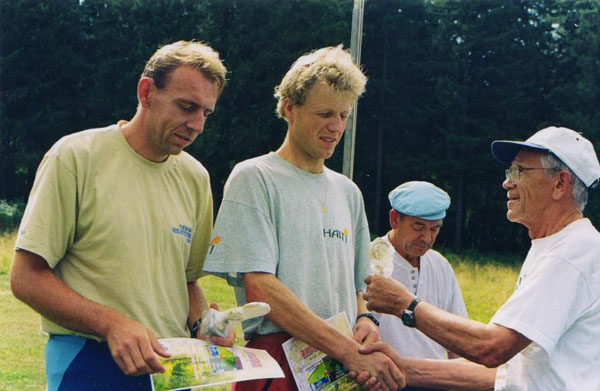
1-й Чемпионат Европы по рогейну 2003, 16—17 августа 2003 г., Россия, Пермь. Г. Н. Шестаков награждает первых чемпионов Европы по рогейну в категории MO — Мирослава Сейдла и Петра Боранека из Чехии

Рогейн в России начал своё развитие в городе Перми под руководством Германа Николаевича Шестакова. В 1997 году Г. Н. Шестаков во время поездки в США познакомился с новым для себя видом спорта — рогейном. Новый для России вид спорта заинтересовал Г. Н. Шестакова и он решил провести соревнования по рогейну в Перми. Г. Н. Шестаков установил отношения с рогейнерами из Чехии, а затем и с Международной Федерацией рогейна, которая включила его в свой состав в качестве наблюдателя.
Первые соревнования по рогейну в России были проведены Г. Н. Шестаковым в Перми 28—29 августа 1999 года, как открытый чемпионат города в формате 24 часа. В соревнованиях участвовало 12 команд.
2—3 сентября 2000 года был проведён первый чемпионат Пермской области по рогейну также в формате 24 часа. В соревнованиях приняла участие 31 команда из городов России (Перми, Москвы, Новосибирска, Уфы, Новоуральска) и одна команда из Чехии (Томаш Вацлавек и Томаш Здрагал), которая и стала абсолютным победителем соревнований.
25—26 августа 2001 года в Перми состоялся 1-й Чемпионат России по рогейну в формате 24 часа. В чемпионате приняло участие 37 команд из Пермского края, а также одна команда из Чехии — будущие чемпионы Европы и призёры чемпионатов мира по рогейну — Мирослав Сейдл и Пётр Боранек, которые стали первыми чемпионами России по рогейну.
В июле 2002 года Г. Н. Шестаков организовал участие сборной команды Пермского края, состоявшей из 11 команд, в 5-м Чемпионате Мира по рогейну в Чехии. 5-й Чемпионат мира по рогейну 2002 стал первым чемпионатом мира, в котором участвовали команды из России.
15—18 августа 2003 года в Перми был проведён 1-й Чемпионат Европы по рогейну, в котором приняло участие 40 команд (84 участника) из России, Чехии, Финляндии, Австрии и США.
С 2003 года соревнования по рогейну стали проводиться и в других регионах России: Нижегородской области, Санкт-Петербурге, Ленинградской области, Самарской области.
3—4 сентября 2005 года на территории Городецкого района Нижегородской области состоялся 2-й Чемпионат России по рогейну, и с 2005 года чемпионаты России по рогейну стали проводиться ежегодно.
12—13 июля 2008 года в России в Ленинградской области состоялся 5-й Чемпионат Европы по рогейну, а 27—28 июля 2013 года в России в Псковской области состоялся 11-й Чемпионат мира по рогейну.

## Федерация рогейна России
Федерация рогейна России (ФРР) — общероссийская физкультурно-спортивная общественная организация, занимающаяся развитием и популяризацией рогейна в Российской Федерации. Создана на учредительной конференции 10 сентября 2009 года.
Федерация рогейна России является членом Международной федерации рогейна (IRF) с 2012 года и имеет двух делегатов в Совете Международной Федерации рогейна.
Федерация рогейна России имеет региональные отделения в 45 субъектах Российской Федерации:
Местонахождение постоянно действующего руководящего коллегиального органа Федерации рогейна России — Президиума: город Москва.

## Чемпионаты России по рогейну

### Чемпионаты России по рогейну бегом
| Чемпионаты России по рогейну бегом | Чемпионаты России по рогейну бегом | Чемпионаты России по рогейну бегом | Чемпионаты России по рогейну бегом | Чемпионаты России по рогейну бегом | Чемпионаты России по рогейну бегом | Чемпионаты России по рогейну бегом                                  | Чемпионаты России по рогейну бегом | Чемпионаты России по рогейну бегом | Чемпионаты России по рогейну бегом |  |
| №                                  | Год                                | Дата                               | Место | Количество команд                  | Количество участников              | Абсолютные победители                                               |                                    |                                    |                                    |  |
| ---------------------------------- | ---------------------------------- | ---------------------------------- | --- | ---------------------------------- | ---------------------------------- | ------------------------------------------------------------------- | ---------------------------------- | ---------------------------------- | ---------------------------------- |  |
| 1                                  | 2001                               | 16-17 августа                      | Пермский край, Пермь | 37                                 | 74                                 | Мирослав Сейдл, Пётр Боранек                                        | Результаты                         |                                    |                                    |  |
| 2                                  | 2005                               | 3-4 сентября                       | Нижегородская область, Городецкий район | 41                                 | 89                                 | Сергей Ященко, Олег Калинин                                         | Результаты                         | Карта                              |                                    |  |
| 3                                  | 2006                               | 24-25 июня                         | Самарская область, Тольятти | 33                                 | 66                                 | Сергей Ященко, Олег Калинин                                         | Результаты                         | Карта                              |                                    |  |
| 4                                  | 2007                               | 25-26 августа                      | Ленинградская область, Лосево | 76                                 | 162                                | Николай Луцанс, Айварс Михайлов                                     | Результаты                         | Карта                              | Сайт                               |  |
| 5                                  | 2008                               | 10-11 мая                          | Московская область, Солнечногорский район | 109                                | 236                                | Олег Калинин, Сергей Юткин                                          | Результаты                         | Карта                              | Сайт                               |  |
| 6                                  | 2009                               | 30-31 мая                          | Ленинградская область, Кузнечное | 112                                | 230                                | Евгений Домбровский, Олег Калинин                                   | Результаты                         | Карта                              | Сайт                               |  |
| 7                                  | 2010                               | 5-6 июня                           | Псковская область, Печорский район | 106                                | 225                                | Евгений Домбровский, Олег Калинин                                   | Результаты                         | Карта                              | Сайт                               |  |
| 8                                  | 2011                               | 10-11 сентября                     | Челябинская область, Кыштым | 64                                 | 134                                | Андрей Шведов, Наталья Абрамова                                     | Результаты                         | Карта                              | Сайт                               |  |
| 9                                  | 2012                               | 21-22 июля                         | Ленинградская область, Выборгский район | 83                                 | 172                                | Алексей Королёв, Денис Бареев                                       | Результаты                         | Карта                              | Сайт                               |  |
| 10                                 | 2013                               | 5-6 октября                        | Саратовская область, Хвалынск | 78                                 | 165                                | Олег Калинин, Андрей Шведов                                         | Результаты                         | Карта                              | Сайт                               |  |
| 11                                 | 2014                               | 13-14 сентября                     | Московская область, Павлово-Посадский район | 74                                 | 161                                | Олег Калинин, Андрей Шведов                                         | Результаты                         | Карта                              | Сайт                               |  |
| 12                                 | 2015                               | 19-20 сентября                     | Красноярский край, Красноярск | 51                                 | 109                                | Николай Мирошкин, Дмитрий Шемятихин                                 | Результаты                         | Карта                              | Сайт                               |  |
| 13                                 | 2016                               | 2-3 июля                           | Ленинградская область, Приозерский район | 94                                 | 205                                | Олег Калинин, Константин Соловьёв                                   | Результаты                         | Карта                              | Сайт                               |  |
| 14                                 | 2017                               | 23-24 сентября                     | Нижегородская область, Богородский район | 122                                | 267                                | Николай Мирошкин, Анна Коробко, Дмитрий Шемятихин                   | Результаты                         | Карта                              | Сайт                               |  |
| 15                                 | 2018                               | 21-22 июля                         | Хакасия, Боградский район | 50                                 | 106                                | Дмитрий Панов, Алексей Андрейкин                                    | Результаты                         | Карта                              | Сайт                               |  |
| 16                                 | 2019                               | 24-25 августа                      | Свердловская область, Верх-Нейвинский | 77                                 | 164                                | Дмитрий Шемятихин, Сергей Мирошкин, Николай Мирошкин                | Результаты                         | Карта                              | Сайт                               |  |
| 17                                 | 2020                               | 2-3 мая                            | Рязанская область, Рязанский район | 73                                 | 159                                | Дмитрий Шемятихин, Сергей Мирошкин, Николай Мирошкин, Дмитрий Панов | Результаты                         | Карта                              |                                    |  |
| 18                                 | 2021                               | 8-9 мая                            | Владимирская область, Александровский район Ярославская область, Переславль-Залесский (городской округ) Московская область; Сергиево-Посадский район | 96                                 | 204                                | Дмитрий Панов, Семён Якимов                                         | Результаты                         | Карта                              | Сайт                               |  |
| 19                                 | 2022                               | 30-31 июля                         | Челябинская область, Кыштым | 59                                 | 124                                | Дмитрий Панов, Максим Цветков                                       | Результаты                         | Карта 1, карта 2                   | Сайт                               |  |
| 20                                 | 2023                               | 21-22 октября                      | Краснодарский край, Новороссийск | 74                                 | 155                                | Максим Цветков, Семён Якимов                                        | Результаты                         | Карта                              | Сайт                               |  |

### Чемпионаты России по рогейну на лыжах
| Чемпионаты России по рогейну на лыжах | Чемпионаты России по рогейну на лыжах | Чемпионаты России по рогейну на лыжах | Чемпионаты России по рогейну на лыжах | Чемпионаты России по рогейну на лыжах | Чемпионаты России по рогейну на лыжах | Чемпионаты России по рогейну на лыжах | Чемпионаты России по рогейну на лыжах | Чемпионаты России по рогейну на лыжах | Чемпионаты России по рогейну на лыжах |
| №                                     | Год                                   | Дата                                  | Место                                 | Количество команд                     | Количество участников                 | Абсолютные победители                 |                                       |                                       |                                       |
| ------------------------------------- | ------------------------------------- | ------------------------------------- | ------------------------------------- | ------------------------------------- | ------------------------------------- | ------------------------------------- | ------------------------------------- | ------------------------------------- | ------------------------------------- |
| 1                                     | 2011                                  | 6-7 марта                             | Ивановская область                    | 34                                    | 72                                    | Олег Калинин, Андрей Шведов           | Результаты                            | Карта                                 | Сайт                                  |
| 2                                     | 2012                                  | 9-10 марта                            | Ленинградская область                 | 38                                    | 79                                    | Игорь Клепча, Геннадий Некрасов       | Результаты                            | Карта                                 | Сайт                                  |
| 3                                     | 2013                                  | 2-3 марта                             | Московская область                    | 19                                    | 40                                    | Андрей Шведов, Наталья Абрамова       | Результаты                            | Карта                                 | Сайт                                  |

### Чемпионаты России по рогейну на велосипедах
| Чемпионаты России по рогейну на велосипедах | Чемпионаты России по рогейну на велосипедах | Чемпионаты России по рогейну на велосипедах | Чемпионаты России по рогейну на велосипедах | Чемпионаты России по рогейну на велосипедах | Чемпионаты России по рогейну на велосипедах | Чемпионаты России по рогейну на велосипедах        | Чемпионаты России по рогейну на велосипедах | Чемпионаты России по рогейну на велосипедах | Чемпионаты России по рогейну на велосипедах |
| №                                           | Год                                         | Дата                                        | Место                                       | Количество команд                           | Количество участников                       | Абсолютные победители                              |                                             |                                             |                                             |
| ------------------------------------------- | ------------------------------------------- | ------------------------------------------- | ------------------------------------------- | ------------------------------------------- | ------------------------------------------- | -------------------------------------------------- | ------------------------------------------- | ------------------------------------------- | ------------------------------------------- |
| 1                                           | 2013                                        | 1-2 июня                                    | Ленинградская область                       | 21                                          | 45                                          | Илья Строганов, Ольга Лимонова                     | Результаты                                  | Карта                                       | Сайт                                        |
| 2                                           | 2014                                        | 23-24 августа                               | Ленинградская область                       | 28                                          | 61                                          | Алексей Пономарёв, Вера Пономарёва                 | Результаты                                  |                                             | Сайт                                        |
| 3                                           | 2015                                        | 8-9 августа                                 | Ленинградская область                       | 34                                          | 70                                          | Владимир Левченко, Илья Строганов                  | Результаты                                  | Карта                                       | Сайт                                        |
| 4                                           | 2016                                        | 17-18 сентября                              | Кировская область                           | 17                                          | 35                                          | Наталья Зимина, Алексей Демьяненко, Руслан Дюльдин | Результаты                                  | Карта                                       | Сайт                                        |
| 5                                           | 2018                                        | 11-12 августа                               | Ленинградская область                       | 34                                          | 68                                          | Алексей Демьяненко, Евгений Шнякин                 | Результаты                                  |                                             | Сайт                                        |

## Медали российских команд на международных соревнованиях по рогейну

### Медали российских команд на чемпионатах мира по рогейну

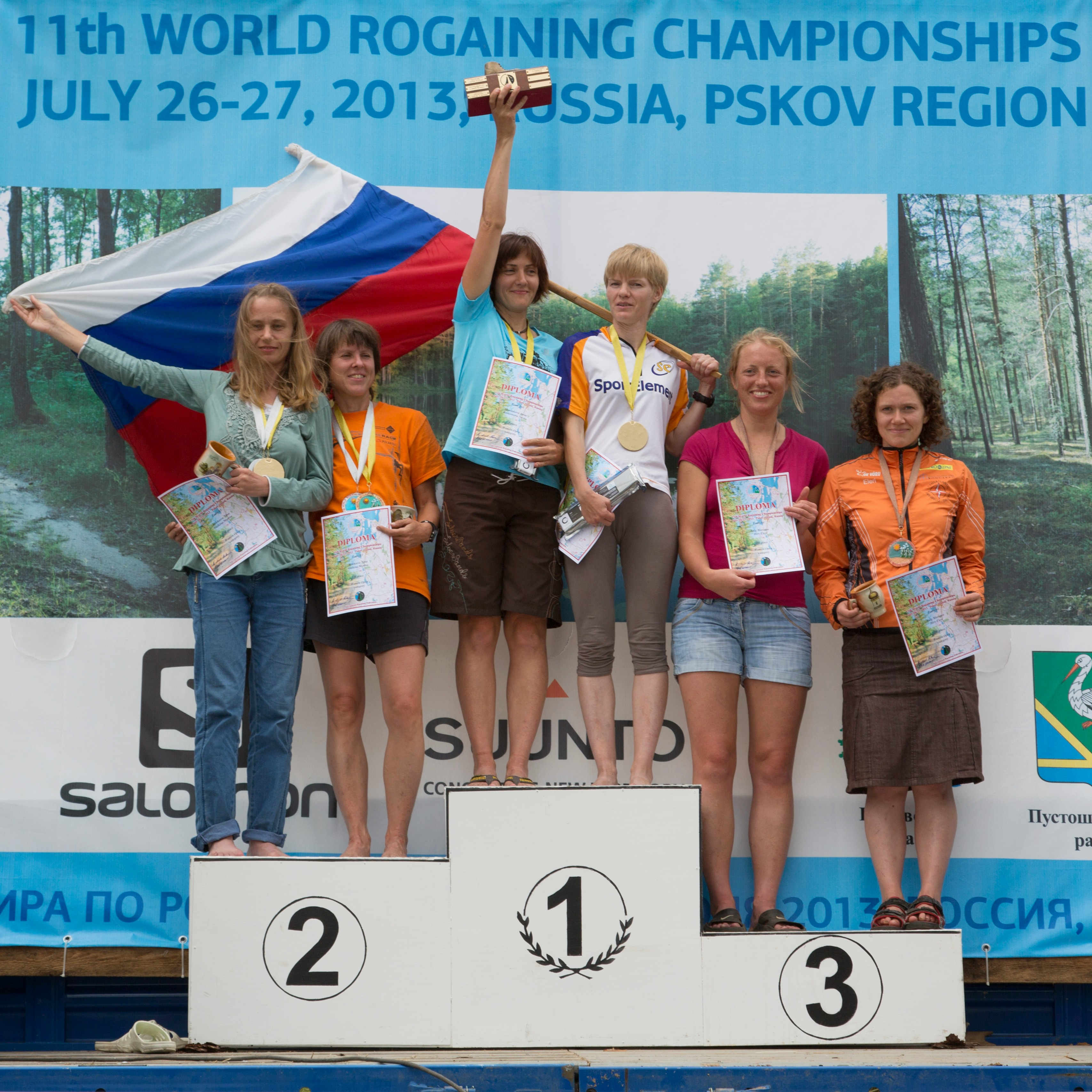
11-й Чемпионат мира по рогейну 2013, Россия. Команды-призёры в женской открытой категории (WO)

| Медали российских команд на чемпионатах мира по рогейну | Медали российских команд на чемпионатах мира по рогейну | Медали российских команд на чемпионатах мира по рогейну | Медали российских команд на чемпионатах мира по рогейну | Медали российских команд на чемпионатах мира по рогейну |
| Чемпионат                                               | Золото                                                  | Серебро                                                 | Бронза                                                  | Всего                                                   |
| ------------------------------------------------------- | ------------------------------------------------------- | ------------------------------------------------------- | ------------------------------------------------------- | ------------------------------------------------------- |
| 8-й Чемпионат Мира по рогейну 2008, Эстония             | 3                                                       | 2                                                       | 1                                                       | 6                                                       |
| 9-й Чемпионат Мира по рогейну 2010, Новая Зеландия      | 1                                                       | 1                                                       | -                                                       | 2                                                       |
| 10-й Чемпионат мира по рогейну 2012, Чехия              | 3                                                       | 1                                                       | 4                                                       | 8                                                       |
| 11-й Чемпионат мира по рогейну 2013, Россия             | 6                                                       | 4                                                       | 6                                                       | 16                                                      |
| 12-й Чемпионат мира по рогейну 2014, США                | 2                                                       | -                                                       | 2                                                       | 4                                                       |
| 13-й Чемпионат мира по рогейну 2015, Финляндия          | 2                                                       | 3                                                       | 3                                                       | 8                                                       |
| 14-й Чемпионат мира по рогейну 2016, Австралия          | 2                                                       | -                                                       | 2                                                       | 4                                                       |
| 15-й Чемпионат мира по рогейну 2017, Латвия             | 3                                                       | 3                                                       | 1                                                       | 7                                                       |
| 16-й Чемпионат мира по рогейну 2019, Испания            | 2                                                       | 2                                                       | 3                                                       | 7                                                       |
| ИТОГО                                                   | 24                                                      | 16                                                      | 22                                                      | 62                                                      |

### Медали российских команд на чемпионатах Европы по рогейну

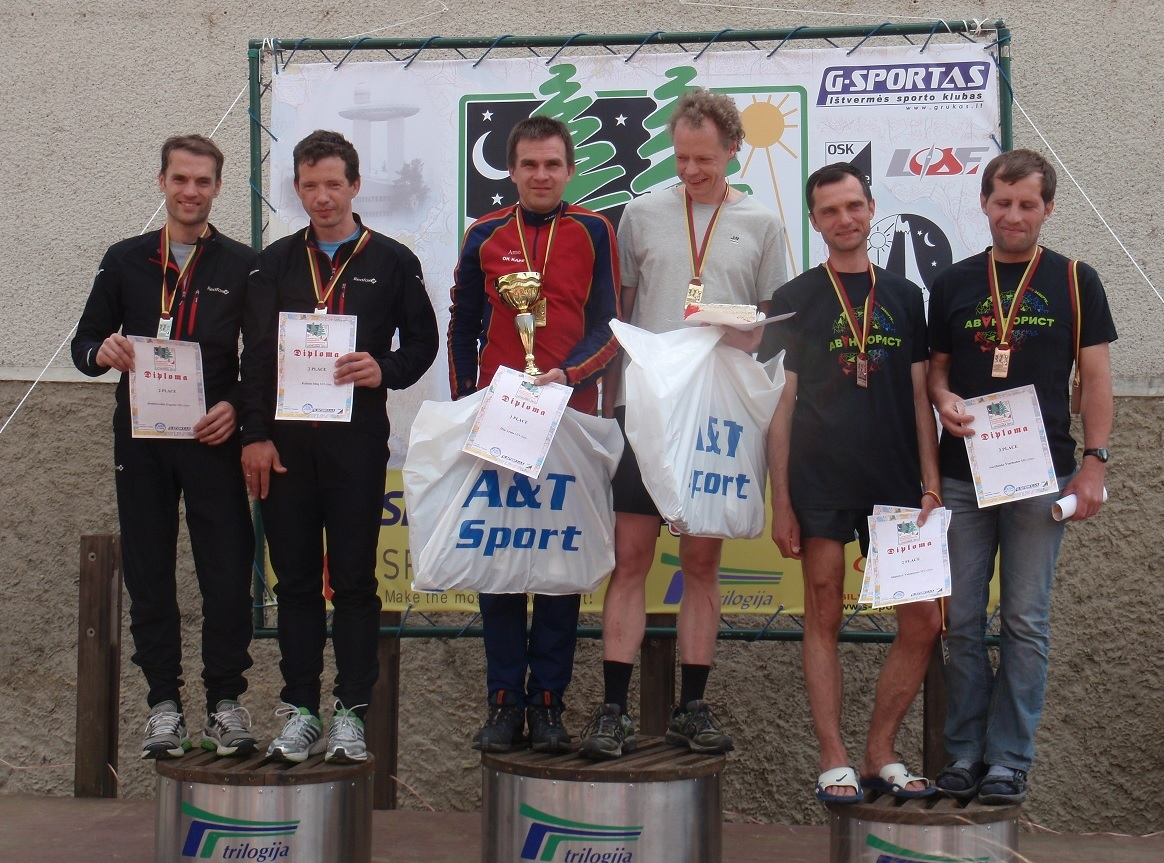
9-й Чемпионат Европы по рогейну 2012, Литва. Команды-призёры в мужской открытой категории (MO)

| Медали российских команд на чемпионатах Европы по рогейну | Медали российских команд на чемпионатах Европы по рогейну | Медали российских команд на чемпионатах Европы по рогейну | Медали российских команд на чемпионатах Европы по рогейну | Медали российских команд на чемпионатах Европы по рогейну |
| Чемпионат                                                 | Золото                                                    | Серебро                                                   | Бронза                                                    | Всего                                                     |
| --------------------------------------------------------- | --------------------------------------------------------- | --------------------------------------------------------- | --------------------------------------------------------- | --------------------------------------------------------- |
| 1-й Чемпионат Европы по рогейну 2003, Россия              | 8                                                         | 10                                                        | 7                                                         | 25                                                        |
| 2-й Чемпионат Европы по рогейну 2005, Эстония             | -                                                         | -                                                         | 1                                                         | 1                                                         |
| 3-й Чемпионат Европы по рогейну 2006, Украина             | 3                                                         | 5                                                         | 1                                                         | 9                                                         |
| 4-й Чемпионат Европы по рогейну 2007, Латвия              | 4                                                         | -                                                         | 2                                                         | 6                                                         |
| 5-й Чемпионат Европы по рогейну 2008, Россия              | 7                                                         | 5                                                         | 7                                                         | 19                                                        |
| 6-й Чемпионат Европы по рогейну 2009, Финляндия           | 2                                                         | 2                                                         | 4                                                         | 8                                                         |
| 7-й Чемпионат Европы по рогейну 2010, Украина             | 3                                                         | 2                                                         | 6                                                         | 11                                                        |
| 8-й Чемпионат Европы по рогейну 2011, Латвия              | 5                                                         | 2                                                         | 1                                                         | 8                                                         |
| 9-й Чемпионат Европы по рогейну 2012, Литва               | 3                                                         | 1                                                         | 6                                                         | 10                                                        |
| 10-й Чемпионат Европы по рогейну 2013, Испания            | 2                                                         | 5                                                         | 2                                                         | 9                                                         |
| 11-й Чемпионат Европы по рогейну 2014, Эстония            | 3                                                         | 5                                                         | 3                                                         | 11                                                        |
| 12-й Чемпионат Европы по рогейну 2015, Чехия              | 3                                                         | 4                                                         | 2                                                         | 9                                                         |
| 13-й Чемпионат Европы по рогейну 2016, Испания            | 2                                                         | 5                                                         | 2                                                         | 9                                                         |
| 14-й Чемпионат Европы по рогейну 2017, Италия             | 2                                                         | 3                                                         | 2                                                         | 7                                                         |
| 15-й Чемпионат Европы по рогейну 2018, Украина            | 2                                                         | -                                                         | 1                                                         | 3                                                         |
| ИТОГО                                                     | 49                                                        | 49                                                        | 47                                                        | 145                                                       |